# Alexandre Kadunc
Alexandre Kadunc, brazilski novinar in pesnik slovenskega rodu, * 21. julij 1932, São Paulo, Brazilija, † 14. junij 1989, São Paulo. 
Bil je sin v Braziliji dejavnega slovenskega gradbenika Antona Kadunca. Z novinarstvom se je pričel ukvarjati v rojstnem mestu pri dnevniku O Globo. Kot urednik je deloval tudi pri televizijski postaji Rede banderaintes v São Paulu. Po televiziji, radiu in časnikih je veliko poročal o Jugoslaviji. Leta 1989 je v São Paulu v portugalščini izdal pesniško zbirko 81 in v njej tudi impresije iz Slovenije.  